# Пу, Джеймс
Джеймс Эдвард «Поп» Пу (16 февраля 1948 года — 18 июня 1990 года) — американский массовый убийца. 18 июня 1990 года убил 9 и ранил 4 человек в офисе по автокредиту General Motors Acceptance Corporation в г. Джексонвиль, штат Флорида после чего покончил жизнь самоубийством. Накануне он чуть не убил проститутку и её сутенёра, ранил двух подростков и ограбил магазин. Расстрел в офисе GMAC стал самым кровавым преступлением в истории штата Флорида совершённым в один день одиночным преступником превзойдя убийство Карлом Робертом Брауном 20 августа 1982 года 8 служащих автомагазина в Хайалиа. Однако 12 июня 2016 года произошло ещё более кровавое преступление — убийство 50 человек в ходе стрельбы в гей-клубе «Пульс» в г. Орландо, штат Флорида, США. 

## Биография
Пу был первым из 9 детей в своей семье. Он вырос близ колледжа штата Флорида в Джексонвилле. В детстве страдал от астмы. У него были хорошие отношения с матерью, он много помогал ей после того как отец оставил семью в 1959 году. Пу посещал профессиональное училище, но на втором курсе бросил учёбу. В 18 лет он стал чернорабочим и работал в этом качестве до самой смерти. Он заслужил репутацию ответственного работника, позднее его бизнес-агент описывал его как одного из своих лучших работников, говорил, что Пу никогда не опаздывал. В последний год жизни Пу занимался строительными работами на пивзаводе.
Согласно показаниям его одноклассников, Пу во время учёбы в школе был связан с бандами. В 1965 году он дважды арестовывался за бродяжничество, в 1966 году также было два ареста — один за попытку ограбления и другой за нападение на рабочего-строителя, который задолжал ему 25 центов. В июле 1969 года он был оштрафован на 10 долларов по обвинению в участии в азартных играх. В 1970 Пу был арестован, но не подвергся преследованию по закону за угон автомобиля и бродяжничество.
8 мая 1971 года Пу вступил в спор со своим лучшим другом Дэвидом Ли Пендером, который обозвал его подругу сукой. В ходе последующей драки Пу выхватил пистолет 38-го калибра из сумочки своей подруги и трижды выстрелил в Пендера, в итоге тот скончался в госпитале. Согласно родственникам ему никогда не получалось забыть убийство друга. Пу был обвинён в убийстве, но потом статья обвинения было изменена на непредумышленное убийство. В итоге он пошёл на сделку с обвинением, признав нападение с отягчающими обстоятельствами и был приговорён к 5-летнему условному заключению, в случае успешного завершения, суд отменил бы свой приговор.
Ввиду агрессивного поведения Пу в прошлом, суд также отказал ему в праве когда-либо владеть оружием, хотя это постановление так и не было передано в полицию. В результате Пу не считался уголовником и смог приобрести несколько единиц оружия, среди них был и револьвер 38-го калибра, при помощи которого и совершил самоубийство (револьвер был зарегистрирован в полиции 4 июня 1979 года). В 1977 году Пу дважды предстал перед судом за неоплаченные долги. Также в 1982 году был выпущен невыполненный ордер на арест Пу за мошенническое получение компенсации.
В декабре 1988 года Пу обменял свою старую машину на автомобиль Pontiac Grand Am 1988 года выпуска, хотя вскоре у него возникли трудности с платежами. В результате он добровольно возвратил машину компании GMAC в январе 1990 года. В марте он получил счёт в 6.394 долларов за просроченные платежи. 6 апреля он снова получил счёт, это был его последний контакт с офисом. За два месяца до совершения преступления он приобрёл карабин М1 в местном ломбарде.
В то время он проживал в двойной квартире (которая нуждалась в ремонте) в районе северо-восточный квадрат Джексонвиля. Соседи отзывались о нём как о тихом и приятном человеке, который буквально жил по графику, но также говорили, что он быстро становится сердитым и разговаривает на повышенных тонах, особенно если дело касается денег и его машины. Родственники описывали его как затворника, у которого не было друзей.
После смерти его матери за три года до стрельбы Пу сказал, что духовно изменился к худшему и теперь ему незачем жить, что ему нужно «захватить кого-нибудь с собой, когда он оставит этот мир». Он часто выходил из себя и нападал на свою жену Терезу, дважды он угрожал ей, приставляя ружьё ей к голове. В январе 1990 они разошлись поскольку Тереза опасалась за свою безопасность. 2 марта суд запретил Пу вступать с ней в контакты на годичный срок. В результате он ещё больше уединился и стал реже взаимодействовать с обществом.

## Массовое убийство
17 июня в 00.50 Пу приступил к убийствам. Завернув в одеяло свой карабин М1 он подошёл к группе людей, стоявших на перекрёстке в северо-западном районе Джексонвиля, недалеко от своего дома и убил сутенёра Луиса Карла Бейкона, дважды выстрелив ему в грудь. Две минуты спустя он напал на проститутку Доретту Дрейк, которая разговаривала с двумя женщинами на парковке в двух кварталах от месте первого убийства. Пу врезался на своём «бьюике» в бок её машины, затем вылез из «бьюика» и прикончил Дрейк одним выстрелом в голову, после чего уехал. Полиция предположила, что причиной убийств стала ссора насчёт оплаты секса.
Через небольшой промежуток времени Пу обстрелял и ранил двоих юношей 17 и 18 лет, после того как спросил у них дорогу. Утром 18 июня он зашёл в магазин, пригрозил продавцу пистолетом и заявил, что ему нечего терять потребовал все деньги из кассы. Получив их, он удалился
.
После грабежа магазина он навестил могилу матери и затем сообщил своему начальнику, что не выйдет на работу, потому что у него есть дела. В 10.44 Пу припарковал машину у офиса General Motors Acceptance Corporation по адресу 7870 Baymeadows Way в Джексонвиле и вошёл в здание через парадный вход. Он был вооружён карабином М1, револьвером 38 калибра, у него были несколько полных магазинов и патроны, разложенные по карманам. Не сказав ни слова, он сразу же открыл огонь из карабина по двум посетителям у центральной стойки. Одну — Джулию Бёрджес он убил, а второго, Дэвида Хэндрикса он ранил четырьмя выстрелами. Пройдя через открытый офис он методически перемещался от стола к столу и расстреливал служащих GMAC, намеренно целясь в тех, кто прятался под столами.
Первой жертвой стал Дрю Вудс, подстреленный за своим столом, затем были подстрелены Синтия Перри и Барбара Холланд за соседними столами, Филлис Григс, которая отделалась ранением. Когда остальные служащие GMAC поняли, что происходит, большинство убежало через задний вход здания в то время как Пу расстреливал тех, кто пытался спрятаться. Были подстрелены также служащие Джейнис Дэвид, Шэрон Холл, Джьюилл Белоут, Ли Симонтон, Дениз Хайфил, Рон Эчеваррия и Нэнси Дилл. Затем Пу покончил с собой, выстрелив из револьвера себе в голову. Пу сделал, по меньшей мере, 28 выстрелов из карабина, подстрелив 11 из 85 рабочих в офисе и двух посетителей. Шесть его жертв умерли на месте, трое умерли в больнице, последней жертвой стала Джьюилл Белоут, умершая от ран девять дней спустя.
При обыске машины Пу полиция обнаружила заряженный 9-мм пистолет, два магазина и патроны, двенадцать кусков нейлоновой верёвки, по 24 дюйма каждый, что заставило полицейских предположить, что первоначально Пу намеревался захватить заложников. Зайдя в квартиру Пу, полиция обнаружила, что квартира разграблена. Был найден календарь, где две даты были обведены красным — 8 мая, день когда Пу убил своего друга Пендера и 18 июня.

## Жертвы

### Погибшие
17 июня
- Луис Карл Бейкон, 39 лет
- Доретта Дрейк, 30 лет

18 июня
- Джулия Уайт Бёрджесс, 42 года, посетитель
- Дрю Вудс, 38 лет
- Синтия Л. Перри, 30 лет
- Барбара Даквелл Холланд, 45 лет
- Джейнис Дэвид, 40 лет
- Шэрон Льюис Холл, 45 лет
- Джьюелл Белоут, 50 лет, умерла 27 июня
- Ли Симонтон, 33 года
- Дениз Сапп Хайфилл, 36 лет

### Ранены
17 июня
- Неопознанный юноша, 17 лет
- Неопознанный юноша, 18 лет

18 июня
- Дэвид Хендрикс, 25 лет, посетитель
- Филлис Григгс
- Рон Эчеварриа
- Нэнси Дилл